# Bermuda i olympiska sommarspelen 2008
Bermuda deltog i olympiska sommarspelen 2008 som ägde rum i Peking i Kina. Ingen av landets deltagare erövrade någon medalj.

## Friidrott
- Huvudartikel: Friidrott vid olympiska sommarspelen 2008

Förkortningar
- Notera – Placeringar gäller endast den tävlandes eget heat
- Q = Kvalificerade sig till nästa omgång via placering
- q = Kvalificerade sig på tid eller, i fältgrenarna, på placering utan att ha nått kvalgränsen
- NR = Nationellt rekord
- N/A = Omgången inte möjlig i grenen
- Bye = Idrottaren behövde inte delta i omgången

Herrar
Fältgrenar
| Idrottare    | Gren      | Kval  | Kval      | Final            | Final            |
| Idrottare    | Gren      | Längd | Placering | Längd            | Placering        |
| ------------ | --------- | ----- | --------- | ---------------- | ---------------- |
| Tyrone Smith | Längdhopp | 7,91  | 15        | Gick inte vidare | Gick inte vidare |

Damer
Fältgrenar
| Idrottare    | Gren      | Kval  | Kval      | Final            | Final            |
| Idrottare    | Gren      | Längd | Placering | Längd            | Placering        |
| ------------ | --------- | ----- | --------- | ---------------- | ---------------- |
| Arantxa King | Längdhopp | 6,01  | 36        | Gick inte vidare | Gick inte vidare |

## Ridsport

### Hoppning
| Ryttare          | Häst      | Gren                 | Kval     | Kval      | Kval       | Kval       | Kval       | Kval             | Kval             | Kval             | Final            | Final            | Final            | Final            | Final            | Totalt           | Totalt           |
| Ryttare          | Häst      | Gren                 | Omgång 1 | Omgång 1  | Omgång 2   | Omgång 2   | Omgång 2   | Omgång 3         | Omgång 3         | Omgång 3         | Omgång A         | Omgång A         | Omgång B         | Omgång B         | Omgång B         | Totalt           | Totalt           |
| Ryttare          | Häst      | Gren                 | Straff   | Placering | Straff     | Totalt     | Placering  | Straff           | Totalt           | Placering        | Straff           | Placering        | Straff           | Totalt           | Placering        | Straff           | Placering        |
| ---------------- | --------- | -------------------- | -------- | --------- | ---------- | ---------- | ---------- | ---------------- | ---------------- | ---------------- | ---------------- | ---------------- | ---------------- | ---------------- | ---------------- | ---------------- | ---------------- |
| Jillian Terceira | Chaka III | Individuell hoppning | 5        | 39        | Eliminerad | Eliminerad | Eliminerad | Gick inte vidare | Gick inte vidare | Gick inte vidare | Gick inte vidare | Gick inte vidare | Gick inte vidare | Gick inte vidare | Gick inte vidare | Gick inte vidare | Gick inte vidare |

## Simning
- Huvudartikel: Simning vid olympiska sommarspelen 2008

## Triathlon
| Triathlet   | Gren               | Simning (1,5 km) | Trans 1 | Cykling (40 km) | Trans 2 | Löpning (10 km) | Total tid | Placering |
| ----------- | ------------------ | ---------------- | ------- | --------------- | ------- | --------------- | --------- | --------- |
| Flora Duffy | Damernas triathlon | 20:26            | 0:33    | Varvad          | Varvad  | Varvad          | Varvad    | Varvad    |